# 宮沢次郎
宮沢 次郎（みやざわ じろう、1909年（明治42年）10月22日 - 1999年（平成11年）7月3日）は、日本の実業家。満洲国官吏、大蔵官僚を経て、トッパン・ムーア会長。静岡県出身。

## 経歴・人物
静岡県立静岡中学校に学ぶ。1933年（昭和8年）、東京帝国大学法学部卒業。満洲国政府に入り、1941年（昭和16年）、日本政府に派遣され、内閣総力戦研究所に入所。1942年（昭和17年）、満洲国に帰任、役職を歴任。終戦後、大蔵省国有財産局総務課勤務を経て、1949年（昭和24年）、高松財務局国有財産部長。高松財務部次長を経て、本省理財局管理課長、印刷局業務課長を歴任。1953年（昭和28年）5月、凸版印刷に転じ、取締役総務部長。1960年（昭和35年）12月、同、常務。1965年（昭和40年）、カナダのムーア社との合弁会社トッパン・ムーア副社長。1967年（昭和42年）、同、社長。

## 著書
- 『「青春」の詩』 三笠書房 1990.6
- 『感動の詩賦「青春」 : 日本人の心の地下水を汲みあげる』 竹井出版 1988.8